# Homops madagascariensis
Homops madagascariensis är en tvåvingeart som först beskrevs av Günther Enderlein 1911.  Homops madagascariensis ingår i släktet Homops och familjen fritflugor. Inga underarter finns listade i Catalogue of Life.